# NGC 481
NGC 481 este o galaxie lenticulară, posibil eliptică, situată în constelația Balena. A fost descoperită în 20 noiembrie 1886 de către Lewis Swift. De asemenea, a fost observată încă o dată de către Francis Leavenworth și de către Herbert Howe.